# Nickelsville
Nickelsville est une municipalité américaine située dans le comté de Scott en Virginie.
Selon le recensement de 2010, Nickelsville compte 383 habitants. Située à environ 580 m d'altitude, dans le sud-ouest de la Virginie, la municipalité s'étend sur 0,48 mille carré (1,24 km2).
Le bourg est d'abord nommé Nicholsville, en l'honneur de la famille Nichols. Elle devient une municipalité en 1902 et adopte le nom de Nickelsville en 1938. Autour de Nickelsville se trouvent deux monuments inscrits au Registre national des lieux historiques : Kilgore Fort House et Bush Mill.